# 麥德孚
麥德孚（16世紀—17世紀），字聚我，廣東廣州府香山縣小欖人，明朝政治人物。

## 生平
麥德孚是萬曆二十二年（1594年）甲午科廣東鄉試第四十九名舉人，授桂平知縣，以作興人材為務，修建學宮，獎勵士子，文風丕變，荒年捐俸賑濟縣民，不足時更典賣衣物，又親自向儲粟縣民勸其捐輸，救活不少縣民，同時向朝廷請求免除一切陋規雜派，以奏最行取，未赴京已去世，入祀名宦祠。

## 引用
1. 1 2  光緒《香山縣志·卷十三·列傳》：麥德孚，字聚我，小欖人 暴志，萬厯甲午舉人，授桂平縣，以作興人材為務，修建學宮，崇奬士類，文風丕變，歲饑捐俸賑濟，不足更典衣以繼之，民有儲粟者，德孚徒步登門勸其有無相通，全活甚眾，一切陋規雜派概行請免，以奏最行取，未赴而卒，崇祀名宦。 張府志
2. ↑  光緒《香山縣志·卷十一·選舉表》：舉人 明……萬厯……麥德孚小欖人，字聚我，二十二年甲午科第四十九名，桂平縣知縣，有傳，申志
3. ↑  民國《桂平縣志·卷二十一·紀政》：麥德孚，字聚我，香山人，萬曆甲午舉人，授桂平縣，以作興人材為務，修建學宮，崇奬士類，文風丕變，歲饑捐俸賑濟，不足更典衣以繼之，民有儲粟者，德孚徒步登門勸其有無相通，全活甚眾，陋規雜派概行清免，以奏最行取，未赴而卒，祀名宦焉。 據府志補